# Bosscha-observatorium

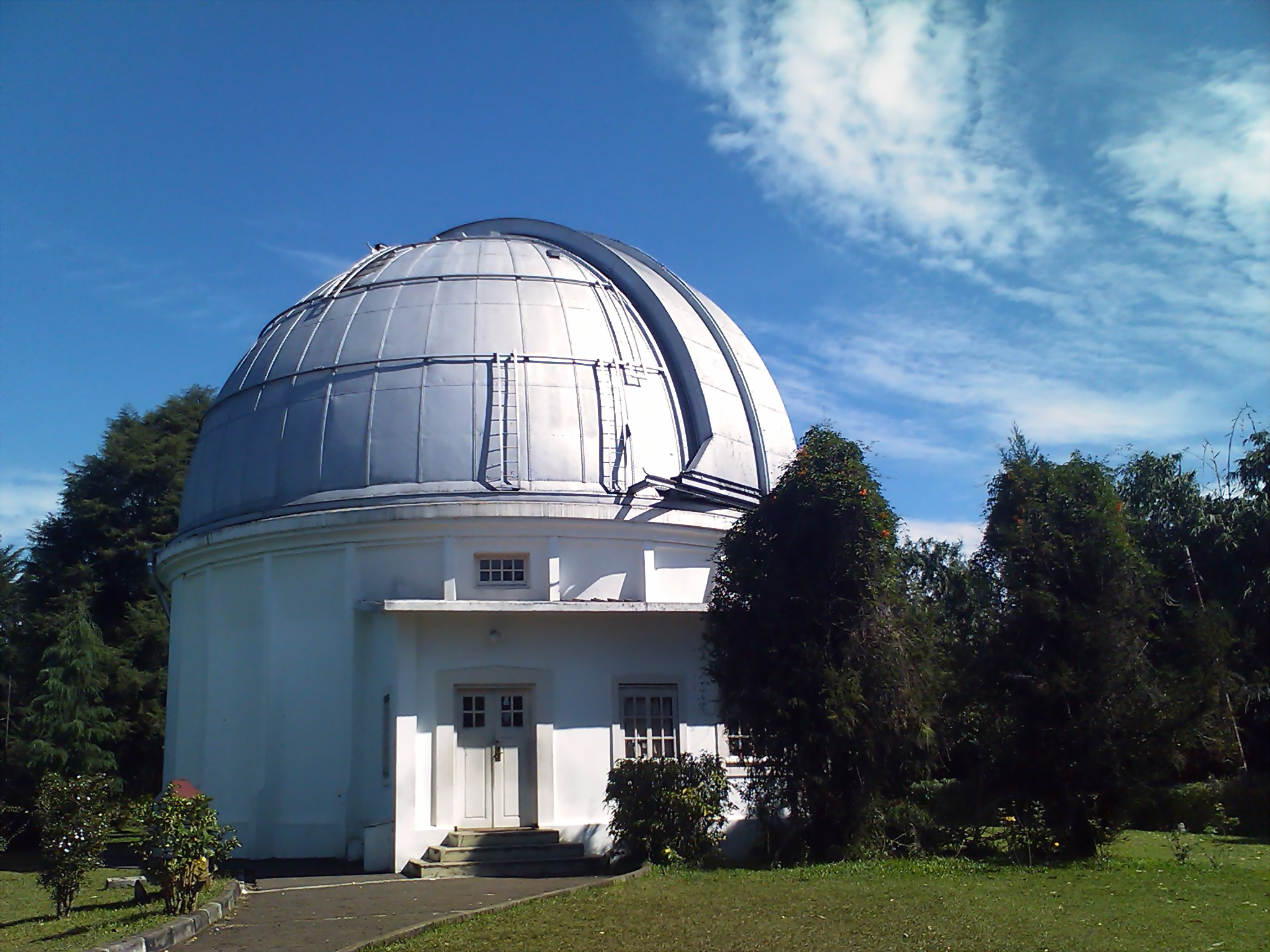
Het Bosscha-observatorium

Het Bosscha-observatorium (voorheen Bosscha sterrenwacht) is het oudste observatorium in Indonesië. Het is gelegen in Lembang, West-Java, ongeveer 15 km ten noorden van Bandung. Het observatorium is gelegen op 6 hectare land op 1310 meter boven zeeniveau en 630 meter boven het Bandung plateau. De IAU-code voor het observatorium is 299.

## Geschiedenis
Het Bosscha-observatorium is gebouwd door de Nederlandsch-Indische Sterrenkundige Vereeniging (NISV). Al bij de eerste bijeenkomst van de NISV werd besloten om een sterrenwacht te bouwen in Indonesië. Op deze bijeenkomst kwam Karel Albert Rudolf Bosscha (een landheer van de Malabar Thee-plantage) overeen de hoofdsponsor van het observatorium te worden. In ruil hiervoor werd het observatorium naar hem vernoemd.
De bouw van het observatorium begon in 1923 en was in 1928 gereed. Tijdens de Tweede Wereldoorlog waren er geen observaties vanuit het observatorium. Na de oorlog waren er grote reparaties nodig om het weer gebruiksklaar te krijgen. Op 17 oktober 1951 droeg het NISV het beheer van het observatorium over aan de overheid van Indonesië. In 1959 werd het observatorium gegeven aan het ITB (Institut Teknologi Bandung) en werd daarmee een integraal onderdeel van het sterrenkundige onderzoek en onderwijs in Indonesië.

## Directeuren van het observatorium
- 1923 - 1940: Joan Voûte
- 1940 - 1942: Aernout de Sitter
- 1942 - 1946: Masashi Miyaji
- 1946 - 1949: J. Hins
- 1949 - 1958: Gale Bruno van Albada
- 1958 - 1959: O. P. Hok, Kusumanto Purbosiswoyo (tijdelijk uitvoerend hoofd 1959-1960) en Santoso Nitisastro
- 1959 - 1968: The Pik Sin
- 1968 - 1999: Bambang Hidayat
- 1999 - 2004: Moedji Raharto
- 2004 - 2006: Dhani Herdiwijaya
- 2006 - 2010: Taufiq Hidayat
- 2010 - 2012: Hakim Luthfi Malasan
- 2012 - 2018: Mahasena Putra
- 2018 - heden: Premana W. Primadi